# Damofonte

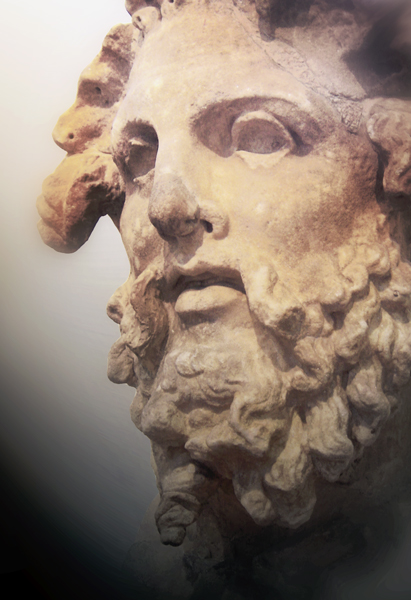
Cabeça de titã

Damofonte (em grego:  Δαμοφῶν), também encontrado como Damophon ou Damofonte de Messene, foi um escultor grego antigo atuante na costa jônica da Grécia durante o século II a.C. Fez estátuas em cidades do Peloponeso (Messene, Megalópolis, Aegium e outras) e, segundo o escritor grego Pausânias, foi encarregado de reparar a estátua de Zeus, obra de Fídias, em Olímpia. Suas obras era acrólitos.
Fragmentos consideráveis foram descobertos em Licosura, na Arcádia, onde havia um santuário de Despoina, e incluem cabeças de Deméter, Perséfone, Ártemis e de um titã, parte preservadas no Museu Arqueológico Nacional de Atenas e parte em um pequeno museu do sítio arqueológico.